# 新鮮!まる生愛媛
『新鮮!まる生愛媛』（しんせん まるなまえひめ）は、2005年10月3日から2009年3月23日までテレビ愛媛で放送されていたローカル情報番組。

## 概要
愛媛県内での生活情報とグルメ・旅などの地域情報を紹介していた。この番組以前に同時間帯で放送されていた『夕刊ガッツ!!』とキャスター陣がほぼ同じだったが、番組の内容はやや異なっていた。
番組の終了後、週5日間の放送から金曜のみの放送へと縮小した後継番組『まる生金曜日』がスタートした。

## 放送時間
いずれも日本標準時、『テレチュー2・5h』の前半枠で放送。
- 月曜 - 金曜 16時30分 - 16時55分（2005年10月3日 - 2007年9月28日）
- 月曜 - 金曜 16時25分 - 16時53分（2007年10月1日 - 2009年3月23日）
- 2007年11月には平日深夜枠での再放送を開始した（『テレチュー2.5h』冒頭のローカルニュースも含めての再放送）。その後、番組自体の終了に伴い、深夜の再放送も終了した。

## キャスター
- 岡本匡史（当時テレビ愛媛アナウンサー）
- 大下香奈（当時テレビ愛媛アナウンサー）
- 桝形浩人
- 五十嵐利恵（当時テレビ愛媛アナウンサー）

### コーナー
- まる生見聞録（月曜・火曜）
- おいしい水曜日（水曜）
- いただきまっすん〜旨いもん編〜（木曜）
- 楽しい金曜日（金曜）